# 제이슨 치
제이슨 치(영어: Jason Chee, 중국어: 徐培焜, 병음: Xú Péikūn, 1987년 11월 11일 ~ )는 싱가포르의 남자 모델이다.